# David Simpson (homme politique, 1959)
Pour les articles homonymes, voir David Simpson.
Thomas David Simpson (né le 16 février 1959) est un homme politique du Parti unioniste démocrate (DUP) en Irlande du Nord, qui est député pour Upper Bann de 2005 à 2019.
Simpson est membre de l'Assemblée d'Irlande du Nord (MLA) pour Upper Bann, de 2003 à 2010.

## Carrière politique
Simpson est élu pour la première fois au conseil municipal de Craigavon en 2001 et est maire en 2004-2005. Aux élections générales de 2001, Simpson se présente sans succès contre le chef du Parti unioniste d'Ulster, David Trimble dans la circonscription parlementaire d'Upper Bann. En 2003, il est élu membre de l'Assemblée législative (MLA) pour Upper Bann.
Simpson remporte le siège parlementaire de Trimble aux élections générales de 2005 et conserve son siège au conseil. Il est réélu à l'Assemblée en 2007, mais démissionne de l'Assemblée et du Craigavon Borough Council après avoir été réélu à Westminster lors des élections générales de 2010.
Simpson utilise le privilège parlementaire en 2007 pour accuser la députée du Sinn Féin Francie Molloy d'être impliquée dans le meurtre en 1979 du cousin de Simpson, un ancien policier. Il allègue que Molloy a été un informateur travaillant pour l'État britannique au sein de l'IRA. Molloy nie les deux allégations .
Simpson est membre du Comité parlementaire mixte sur les textes réglementaires et du Comité des Communes sur les textes réglementaires (2006-2009) et du Comité restreint des transports (2007-2009). Il rejoint le Comité des affaires d'Irlande du Nord en 2009.
Il est porte-parole du DUP sur le commerce et l'industrie (2005-2007), les transports (2007-2009), les jeunes (2007-2010), le développement international (2007-2010) et les affaires, l'innovation et les compétences (2009 à 2019), Communautés et gouvernement local (2010 à 2019) et Éducation (2012 à 2019).
Simpson est un ancien membre de l'Ordre d'Orange, dans lequel il est maître adjoint du district de Loughgall.
Il est un partisan du créationnisme  et son ancien agent électoral et assistant de circonscription, David McConaghie, qui joue un rôle clé dans la victoire électorale de Simpson en 2005, est jusqu'à la fin de 2012 un porte-parole éminent de la Fondation Caleb qui représente les créationnistes et socialement les vues protestantes évangéliques conservatrices.
Il s'exprime et vote contre  le projet de loi du gouvernement britannique sur le mariage (couples de même sexe) en février 2013 déclarant que "ce n'est pas la juridiction de cette maison [...] c'est une constitution ordonnée de Dieu, et cela prendra fin dans 'Dans le jardin d'Eden, c'était Adam et Eve, ce n'était pas Adam et Steve.'"  Le projet de loi couvre l'Angleterre et le Pays de Galles car le droit de la famille est dévolu à l'Irlande du Nord.
Simpson est également un partisan de l'homéopathie, ayant signé plusieurs premières motions à l'appui de son financement continu du National Health Service parrainé par le député conservateur David Tredinnick .

## Vie privée
Simpson est allé à l' école primaire Birches à six miles au nord-ouest de Portadown, puis à l'école secondaire Killicomaine à Portadown. Il étudie ensuite au College of Business Studies de Belfast (aujourd'hui Belfast Metropolitan College) et travaille pour l'Universal Meat Company à Portadown. Simpson est marié, a un fils et deux filles et vit à Portadown. Il est également impliqué dans des programmes de travail de jeunesse et de désintoxication.